# Doye (rivière du Jura)
Pour les articles homonymes, voir Doye.
Ne doit pas être confondu avec Doye (rivière de l'Ain).
La Doye est une rivière du département du Jura prenant sa source à Lains et se jetant dans le Suran à Montfleur.

## Géographie

### Communes traversées
La Doye prend naissance au pied de la Côte d'Armand (commune de Lains) où plusieurs sources l'alimentent.
Elle traverse ensuite la commune de Montagna-le-Templier (autrefois dénommée Montagnat-la-Doye, Montagna-la-Doie ou Montagna-la-Doye) avant de se jeter dans le Suran à Montfleur.